# Alexandros Chrisafos
Alexandros Chrisafos (in greco Αλέξανδρος Χρύσαφος?; fl. XIX secolo) è stato un nuotatore greco.
Partecipò alle prime Olimpiadi del 1896 ad Atene, nei 100m stile libero. Il suo tempo e il suo piazzamento sono sconosciuti, tuttavia è noto che non arrivò tra i primi due nuotatori.